# Dieter Hacker
Dieter Hacker (* 4. August 1942 in Augsburg) ist ein deutscher Kunstmaler.

## Leben und Werk
Dieter Hacker studierte an der Akademie der Bildenden Künste München in der Klasse von Ernst Geitlinger, u. a. mit Gerhard von Graevenitz und Klaus Staudt.
Sein Werk lässt sich in 3 Phasen einteilen:
- In den 1960er Jahren begann er mit analytischen und kinetischen Arbeiten, die von der Künstlerbewegung neue Tendenzen geprägt waren.
- In den 1970er Jahren fertigte er verstärkt politische und sozialkritische Installationen.
- In den 1980er Jahren wurde Hacker als Maler im Kontext der Jungen Wilden berühmt.

Mit den politischen Arbeiten und insbesondere seit 1971 mit seinem Konzept der vom Künstler geführten Produzentengalerie vollzog Hacker eine radikale Abkehr vom Kunstmarkt. Seine selbstgestalteten Ausstellungen thematisierten beispielsweise die gesellschaftliche Relevanz von Kunst, die Rolle des Fotos im Alltagsleben, den Kunstmarkt oder die Utopien des Konstruktivismus.
Über mehr als vier Jahrzehnte hat sich Hacker in sehr unterschiedlichen künstlerischen Ausdrucksformen immer wieder mit den Utopien, Ansprüchen und Erfolgen des Konstruktivismus beschäftigt, aber auch mit dessen Grenzen und den Gefahren, die in einer Formalisierung seiner Gestaltungsmittel liegen.
Von 1990 bis zum Oktober 2007 war Hacker Professor für Malerei an der Universität der Künste Berlin.
2008 wurde Dieter Hacker in die Stiftung für Konkrete Kunst und Design Ingolstadt aufgenommen.

## Öffentliche Sammlungen
- Museum für Konkrete Kunst, Ingolstadt
- Stiftung für Konkrete Kunst und Design Ingolstadt
- Hamburger Bahnhof, Museum für Gegenwart, Berlin
- Staatliche Museen zu Berlin
- Zentrum für Kunst und Medientechnologie (ZKM), Karlsruhe

## Einzelausstellungen (Auswahl)
| - 1965 Deutsches Institut für Film und Fernsehen, München (mit EFFEKT) - 1965 Galerie pro, Bad Godesberg (mit EFFEKT) - 1967 Modern Art Agency, Lucio Amelio, Neapel - 1967 Galerie Schütze, Bad Godesberg - 1968 Galerie Schütze, Bad Godesberg - 1969 Galerie van de Loo – Froum, München - 1970 Modern Art Agency, Lucio Amelio, Neapel - 1970 Galerie La Bertesca, Genua - 1977 Biennale de Paris, Museum of Modern Art (MAM), Paris - 1978 Galerie René Block, Berlin - 1978 Modern Art Agency, Lucio Amelio, Neapel - 1980 Museum Bochum - 1980 Augenladen Mannheim - 1980 Galerie Maier-Hahn, Düsseldorf - 1981 Internationaal Cultureel Centrum, Antwerpen - 1981 Städtische Galerie im Lenbachhaus, München - 1981 DAAD Galerie, Berlin - 1982 Museum am Ostwall, Dortmund | - 1982 Augenladen Mannheim - 1984 Marlborough Gallery, New York - 1984 Galerie Maier-Hahn, Düsseldorf - 1984 Zellermayer Galerie, Berlin - 1985 Kunstverein in Hamburg - 1985 Jane Turner Gallery, Los Angeles - 1985 Marlborough Fine Art, Ltd., London - 1986 Marlborough Fine Art, Ltd., Tokyo - 1986 Zellermayer Galerie, Berlin - 1986 Galerie Maier-Hahn, Düsseldorf - 1986 Marlborough Gallery, New York - 1987 Galerie Thomas, München - 1988 Galerie Heinz Holtmann, Köln - 1988 Marlborough Gallery, New York - 1988 Zellermayer Galerie, Berlin - 1989 Marlborough Fine Art, Ltd., London - 1989 Centre Pompidou, Paris (in: L'invention d'un art) - 1990 Galerie Brusberg, Berlin - 1990 Galerie Paul Vallotton, Lausanne - 1990 Museo Rufino Tamayo, Mexiko - 1992 Galerie Brusberg, Berlin | - 1993 Museum Bochum - 1994 Marlborough Fine Art, Ltd., London - 1995 Kunstverein in Hamburg - 1995 Richard-Haizmann-Museum, Niebüll - 1997 Zellermayer Galerie, Berlin - 1998 Galerie Brusberg, Berlin - 1999 Die Galerie, Frankfurt - 1999 Zellermayer Galerie, Berlin - 2002 Zellermayer Galerie, Berlin - 2003 Raab Galerie, Berlin (mit Alke Brinkmann) - 2003 Galerie Maier-Hahn, Düsseldorf - 2003 Die Galerie, Frankfurt - 2005 Galerie Tendances, Paris - 2007 Zellermayer Galerie, Berlin - 2007 Museum für Konkrete Kunst, Ingolstadt - 2015 Museo Reina Sofia, Madrid (in: Not Yet. On the Reinvention of Documentary and the Critique of Modernism) - 2016 Galerie Alain Gutharc, Paris (in: After Photography-part I, curator Pascale Krief) - 2016 Paris Photo, Grand Palais. Booth Alain Gutharc |